# Volker Zerbe
Pour les articles homonymes, voir Zerbe.
Volker Zerbe, né le 30 juin 1968 à Lemgo, est un ancien handballeur allemand, évoluant au poste d'arrière droit. Du haut de ses 2,11 m (6′ 11″), il est l'un des plus grands handballeurs de l'histoire
Joueur fidèle, il fera toute sa carrière le club de TBV Lemgo, qui, à son retrait des parquets en juin 2006, décide que son numéro, le 11, ne sera plus jamais porté dans ce club. Il rejoint également à la fin de sa carrière l'équipe de management du club.
Avec son club, il remporte deux titres de Champion d'Allemagne, trois Coupes d'Allemagne et sur le plan européen deux Coupes d'Europe.
Avec la sélection nationale dont il aura également l'honneur d'être capitaine, il remporte de nombreuses médailles d'argent, lors des Jeux olympiques d'été de 2004 à Athènes, du mondial 2003, à l'Euro 2002. Mais son plus grand titre reste le titre de Champion d'Europe 2004, compétition dont il est également nommé meilleur arrière droit.

## Palmarès

### Club
- Compétitions internationales
  - Coupe des vainqueurs de coupe (1) : 1996
  - Coupe de l'EHF (1) : 2006
- Compétitions nationales
  - Champion d'Allemagne (2) : 1997, 2003
  - Coupe d'Allemagne (3) : 1995, 1997 et 2002

### Sélection nationale
Volker Zerbe cumule 284 sélections et 777 buts en équipe d'Allemagne entre mai 1987 et octobre 2004 :
- Jeux olympiques
  -  médaille d'argent aux Jeux olympiques d'été de 2004 à Athènes
  - 5e aux Jeux olympiques d'été de 2000
- Championnats du monde
  -  médaille d'argent au Championnat du monde 2003
- Championnats d'Europe
  -  Champion d'Europe 2004
  -  médaille d'argent au Championnat d'Europe 2002

### Distinction personnelle
- Élu meilleur arrière droit du championnat d'Europe 2004.